# Langhaariger Scheckhornbock
Der Langhaarige Scheckhornbock  (Agapanthia intermedia) ist ein Käfer aus der Familie der Bockkäfer. Er wurde ursprünglich als Variation der Art Agapanthia violacea angesehen und trug damit deren deutsche Namen „Langhaariger Scheckhornbock“ oder „Metallfarbener Distelbock“. In den roten Listen wurde der Name „Langhaariger Scheckhornbock“ auf Agapanthia intermedia übertragen. Damit wird der Tatsache Rechnung getragen, dass die Behaarung bei Agapanthia intermedia länger ist als bei Agapanthia violacea.
Der Gattungsname Agapanthia (von altgr. αγαπάω agapáo, ich liebe und άνθος ánthos, Blüte) weist darauf hin, dass die Arten der Gattung häufig an Blüten anzutreffen sind. Die Gattung ist weltweit mit neun Untergattungen, in Europa mit 22 Arten vertreten. Der Artname intermedia (lat.) bedeutet „die mittlere“.
Frieser 1976 beziehungsweise Sama 2002 erhoben die Variation zur Art. Ein großer Teil der älteren Funddaten und weiteren Angaben zu Agapanthia violacea beziehen sich deswegen auf Agapanthia intermedia.
Die beiden Arten unterscheiden sich in ihrem Aussehen nur minimal, durch den inneren Bau (9. Tergit), durch das Aussehen der Larven und die Fraßpflanzen lassen sich die beiden Arten jedoch sicher trennen. Zudem haben die beiden Arten unterschiedliche Verbreitungsgebiete.

## Beschreibung des Käfers
Der metallisch blau oder grün glänzende Käfer erreicht eine Körperlänge von sieben bis dreizehn Millimetern.
An den langen Fühlern, die bei beiden Geschlechtern länger als der Körper sind, ist der Käfer sofort als Bockkäfer erkenntlich. Der vorn senkrecht abfallende Kopf mit den leicht nach hinten weisenden Mundwerkzeugen stellt ihn in die Unterfamilie der Lamiinae. Die ungewöhnliche Anzahl von zwölf Fühlergliedern, die unterseits mit wenigen längeren Wimperhaaren besetzt sind (in Abb. 2 erkennbar), weisen die Art der Gattung Agapanthia zu.
|                       |                  |
| Abb. 1: von oben      | Abb. 2: von vorn |
|                       |                  |
| Abb. 3: von der Seite |                  |

Die metallische Körperfarbe stimmt mit der von Agapanthia violacea überein. Außerdem sind bei beiden Arten die Fühlerglieder nicht geringelt. Kopf und Halsschild sind feiner, die Flügeldecken dagegen grob und dicht runzelig punktiert. Der Halsschild ist etwa gleich lang wie breit (Abb. 1). Von Agapanthia violacea unterscheidet sich A. intermedia bezüglich des Aussehens lediglich durch Nuancen in der Behaarung. Diese ist bei A. intermedia gegen das Ende der Flügeldecken mit einer gut erkennbaren grauer Grundbehaarung versehen (in Abb. 3 deutlich sichtbar), A. violacea ist dagegen auf der gesamten Flügeldecke so fein behaart, dass die Flügeldecken mit dem bloßen Auge kahl erscheinen. Auch sind bei A. intermedia auf dem Halsschild gewöhnlich drei weiß behaarten Längslinien angedeutet und die Seiten der Brust sind weiß behaart.
Die Larve von Agapanthia intermedia unterscheidet sich von der Larve von Agapanthia violacea.

## Biologie
Die Art liebt trockenwarme Standorte und wird etwa an Dämmen, an trockenen Wiesen- und Feldrainen oder an sonnigen Waldrändern gefunden.
Im Unterschied zu Agapanthia violacea ist sie hauptsächlich auf Witwenblumen zu finden.
Der Lebenszyklus umfasst ein Jahr. Die Weibchen legen die Eier auf der Acker-Witwenblume und anderen Arten der Gattung Knautia ab. Die Larve frisst im Mark des Stängels. Vor der Verpuppung wird der obere Teil des Stängels abgebissen und im unteren Teil eine mit fädigen, watteartigem Genagsel ausgekleidete Puppenwiege angelegt. Im folgenden Jahr bohren sich die geschlüpften Jungkäfer seitlich ein ovales Loch, durch das sie ins Freie gelangen.

## Verbreitung und Vorkommen
Die Fundmeldungen aus Deutschland zu Agapanthia violacea beziehen sich vermutlich alle auf A. intermedia, während beispielsweise in der Steiermark beide Arten parallel vorkommen. Dies gilt vermutlich für ganz Südeuropa und Osteuropa. In Nordosteuropa und Russland dagegen findet man wieder lediglich Agapanthia intermedia. Man findet die adulten Tiere in Mitteleuropa von Mai bis August auf Wirtspflanzen der Gattung Knautia, während A. violacea ein weites Spektrum an Wirtspflanzen aufweist. Im Allgemeinen tritt der Käfer nicht häufig auf, es wurden jedoch auch örtlich eng begrenzte Massenvorkommen gemeldet.